# La Plaine (Dominica)
La Plaine é uma cidade da Dominica, mais especificamente na paróquia de Saint Patrick.